# Горгісян Мовсес Геворкович
Мовсес Геворкович Горгісян (вірм. Մովսես ԳորգիսյանՄովսես Գորգիսյան, 3 грудня 1961, Єреван — 19 січня 1990, Єрасхаван) — національний герой Вірменії.

## Біографія і діяльність
Мовсес Горгісян народився 3 грудня 1961 року в місті Єреван. Похований у Цицернакаберде.
- 1984 — закінчив режисерське відділення факультету культури Державного педагогічного інституту імени Хачатура Абовяна.
- 1986—1987 — працював в Гориському драматичному театрі.
- З 1987 — член Об'єднання національного самовизначення і засновник-редактор його журналу «Гласність» і «Батьківщина».
- 28 травня 1988 — в перший раз підняв триколірний прапор в Єревані на площі Свободи.
- 1989 — став одним з співзасновників «Армії незалежності».
- 1987—1990 — шість разів був заарештований і по місяцю перебував в ізоляції.
- 19 січня 1990 — ситуація в Єрасхаване різко загострилася, на висоті Ерасха Мовсес Горгісян отримав кульове поранення в спину, яке не було смертельним. Друге, на цей раз смертельне, поранення він отримав в голову.
- 20 вересня 1996 — указом президента Вірменії за видатні заслуги перед батьківщиною Мовсес Горгісян був посмертно удостоєний найвищого звання «Національний Герой Вірменії».